# Meletius von Antiochia

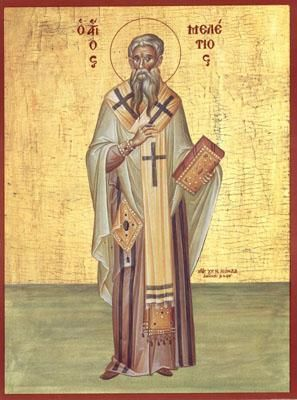
Meletius von Antiochia

Meletius von Antiochia († Mai 381 in Konstantinopel) war von 360 bis 381 Patriarch von Antiochia und verursachte dort das nach ihm benannte Meletianische Schisma, bevor er zum Führer der sogenannten Jungnizäner wurde.

## Biografie
Meletius kam aus Melitene. Er gehörte während der arianischen Streitigkeiten zur Gruppe der Homöer, die von Acacius von Caesarea angeführt wurde, und wurde so 358 Bischof von Sebaste. Als Nachfolger des beliebten Eustathius von Sebaste vermochte sich Meletius aber nicht durchzusetzen und musste bald das Amt aufgeben. 360 wurde Meletius dann zum Bischof von Antiochia am Orontes geweiht, wo er dem strikten Arianer Eudoxius nachfolgte. Als er dessen Gefolgsleute im Amt beließ oder wieder in dieses aufnahm, wurde er von Constantius II. wieder seines Amtes enthoben und durch Euzoius ersetzt.
Trotz seiner Verbannung nach Armenien gelang es Meletius, seine Wiedereinsetzung zu betreiben, die schließlich 362 unter Julian erfolgte. Eine Aussöhnung mit der Fraktion der Nizäner unter Paulinus von Antiochia scheiterte, als Lucifer von Calaris eben Paulinus zum Bischof geweiht habe, noch bevor eine – im Umfeld der auf Initiative von Athanasius von Alexandria in Alexandria tagenden Synode von Alexandria – im Streit vermittelnde Bischofskommission im Zusammenhang der Niederschrift des Tomus ad Antiochenos ihre Vermittlungsarbeit aufnehmen konnte. Dies mussten Meletius und seine Anhänger als Provokation auffassen, damit soll das später sog. Meletianische Schisma ausgelöst worden sein (nicht mit dem gleichnamigen Schisma des Meletios von Lykopolis zu verwechseln). Hinzu kam, dass Athanasius seinen 'altnicänischen' Gefährten Paulinus sofort als Bischof anerkannte und die geeinte antiochenische Gemeinde unter dessen Leitung sehen wollte, nicht unter derjenigen des Meletius. Allerdings hat Paulinus aus Antiochia offenbar zwei Diakone nach Alexandria zur Synode gesandt. Zumindest sind die Unterschriften der Diakone Maximus und Calhemerus, die in einem Anhang u. a. zusammen mit den Bischöfen der 'Bischofskommission' den Tomus per Unterschrift bestätigen und ausdrücklich als die Diakone und Abgesandten von Paulinus erwähnt werden, überliefert. Die Diakone konnten wiederum nur dann von Paulinus nach Alexandria geschickt worden sein, wenn er selber schon als Bischof amtierte, so dass der Grund für den Weiterbestand des Schismas in Antiochia wohl eher nicht in einer unabgesprochenen, vorzeitigen Bischofsweihe des Paulinus durch Lucifer von Calaris bestand, da diese wahrscheinlich gar nicht stattgefunden hat trotz entsprechend späterer Angaben bei Kirchenhistorikern.
Das meletianische Schisma existierte noch etwa bis zum Ende des 4. Jahrhunderts. Dies, obwohl der 'Tomus de Antiochenos' die theologischen Differenzen des Schismas behoben hatte. Paulinus bezeugte in einem zustimmenden Text samt Unterschrift nach Ankunft des Tomus in Antiochia, dass er die darin ausgesprochenen Erklärungen annahm, insbesondere die Redeweise von den drei Hypostasen, die er zuvor abgelehnt hatte. Auch Meletius zeigte, dass er mit dem Tomus inhaltlich übereinstimmte: Als Kaiser Julian 363 starb und ihm Jovian auf den Kaiserthron folgte, wandten sich Meletius und die Synode von Antiochia von 363 mit einem Synodalschreiben an den neuen Herrscher. Sie bekundeten darin ihre Treue zum Bekenntnis von Nicäa.
Kaiser Valens verbannte Meletius noch weitere Male (von 365 bis 367 und 371/372 bis 378), unter Kaiser Gratian wurde die Verbannung beendet und Meletius erneut in sein Amt eingesetzt. Die Anerkennung des Paulinus (und damit Roms) blieb ihm zwar auch nach einem nizänischen Bekenntnis versagt. Dennoch stieg Meletius zum Führer der nun sog. Jungnizäner auf. 381 leitete er dann das zweite ökumenische Konzil, das erste Konzil zu Konstantinopel, während dessen Teilnahme er dann verstarb. Sein Leichnam wurde in einem feierlichen Zug nach Antiochia rücküberführt und neben den Reliquien des Märtyrers und Bischofs Babylas beigesetzt. Sein Nachfolger wurde Flavian I., der 394 von Theophilos von Alexandreia und schließlich 399 von Papst Anastasius I. anerkannt wurde. Das Meletianische Schisma gilt aber erst mit Alexandros I., der 414 Patriarch wurde, als überwunden.

## Heiligenverehrung
Meletios wird in der orthodoxen Kirche sowie in der römisch-katholischen Kirche als Heiliger verehrt, sein Festtag ist der 12. Februar.